# Hutschdorf
Hutschdorf (oberfränkisch: Hudsch-doaf) ist ein Gemeindeteil des Marktes Thurnau im Landkreis Kulmbach (Oberfranken, Bayern). Die Gemarkung Hutschdorf hat eine Fläche von 7,892 km². Sie ist in 1021 Flurstücke aufgeteilt, die eine durchschnittliche Flurstücksfläche von 7729,45 m² haben. In ihr liegen neben dem namensgebenden Ort die Gemeindeteile Bauloch, Buchloch, Fahrenbühl, Hammerhaus, Hutweide, Katzenlohe, Kemeritz, Lanzenreuth, Partenfeld, Rottlersreuth und Schlottermühle.

## Geographie
Das Pfarrdorf liegt im Tal des Friesenbaches und des Stegersgrabens, der innerorts als rechter Zufluss in den Friesenbach mündet. Der Ort ist umgeben von Feldern und Wiesen, der südlich des Orts von Westen nach Osten verlaufende Höhenzug ist bewaldet. Die Kreisstraße KU 5 führt nach Döllnitz (1,9 km westlich) bzw. nach Kemeritz (0,8 km nordöstlich). Gemeindeverbindungsstraßen führen nach Fahrenbühl (0,8 km südöstlich) und nach Rottlersreuth (1,4 km östlich).

## Geschichte
Der Ort wurde 1180 als „Hutesdorf“ erstmals urkundlich erwähnt. 1641 wurde der Ort „Hutschdorf“ genannt. Das Bestimmungswort ist der Personenname Hutti. Mit dem Personennamen wurde wahrscheinlich der Gründer der Siedlung angegeben.
Gegen Ende des 18. Jahrhunderts bestand Hutschdorf aus 29 Anwesen. Das Hochgericht übte das bayreuthische Stadtvogteiamt Kulmbach aus. Die Dorf- und Gemeindeherrschaft hatte das Kastenamt Kulmbach. Grundherren waren
- das Fürstentum Bayreuth (11 Anwesen; Kastenamt Kulmbach: 1 Mahlmühle, 2 Halbsöldengütlein mit Zapfenschankgerechtigkeit, 1 Halbhaus mit Brau- und Schankgerechtigkeit, 1 Halbhaus mit Backfeuerrecht, 2 Tropfhäuser, 3 Tropfhäuslein; Stiftskastenamt Himmelkron: 1 Söldengut),
- das Hochstift Bamberg (8 Anwesen; Langheimer Amtshof: 6 Höfe, 1 Gütlein, 1 Söldengütlein),
- das Giech’sche Amt Thurnau (8 Anwesen; 3 Güter, 1 Gütlein, 3 Sölden; mittelbar Pfarrei Thurnau: 1 Haus),
- das Rittergut Thurnau (1 Gut, 1 Gütlein).

Neben den Anwesen gab es noch 1 Kirche, 1 Pfarrhaus und 1 Schulhaus.
Von 1797 bis 1810 unterstand der Ort dem Justiz- und Kammeramt Kulmbach. 1810 kam Hutschdorf zum Königreich Bayern. Mit dem Gemeindeedikt wurde 1811 der Steuerdistrikt Hutschdorf gebildet, zu dem Bauloch, Buchloch, Fahrenbühl, Hammerhaus, Hutweide, Igelsreuth, Katzenlohe, Kemeritz, Langenstadt, Lanzenreuth, Leimenhaus, Partenfeld, Rottlersreuth und Schlottermühle gehörten. 1812 entstand die Ruralgemeinde Hutschdorf, die deckungsgleich mit dem Steuerdistrikt war. Mit dem Zweiten Gemeindeedikt (1818) wurden daraus zwei Ruralgemeinden gebildet:
- Hutschdorf mit Bauloch, Buchloch, Fahrenbühl, Hammerhaus, Hutweide, Katzenlohe, Kemeritz, Lanzenreuth, Leimenhaus, Partenfeld, Rottlersreuth und Schlottermühle;
- Langenstadt mit Igelsreuth.

Die Gemeinde Hutschdorf war in Verwaltung und Gerichtsbarkeit dem Landgericht Kulmbach zugeordnet und in der Finanzverwaltung dem Rentamt Kulmbach. 1852 wurde Hutschdorf dem Landgericht Thurnau und dem Rentamt Thurnau (1919 in Finanzamt Thurnau umbenannt) überwiesen. Ab 1862 gehörte Hutschdorf zum Bezirksamt Kulmbach (1939 in Landkreis Kulmbach umbenannt). Die Gerichtsbarkeit blieb beim Landgericht Thurnau (1879 in das Amtsgericht Thurnau umgewandelt), seit 1929 ist das Amtsgericht Kulmbach zuständig. Die Finanzverwaltung übernahm 1929 das Finanzamt Kulmbach. Die Gemeinde hatte eine Gebietsfläche von 7,878 km².
Am 1. Januar 1972 wurde die Gemeinde Hutschdorf nach Thurnau eingegliedert.
Hutschdorf entwickelte sich in letzter Zeit mit dem Baugebiet Schützenleite weiter.
Im Ort gibt es die Fachklinik Haus Immanuel für suchtkranke Frauen, welche 2013 ausgebaut wurde.
Das Vereinsleben wird u. a. geprägt vom Fußballverein SV Hutschdorf, der Theatergruppe, dem Gartenbauverein, der Freiwilligen Feuerwehr und dem Posaunenchor.

### Baudenkmäler
- Evangelisch-lutherische Pfarrkirche Sankt Johannes der Täufer
- Haus Nr. 26: Evangelisch-lutherisches Pfarrhaus

### Einwohnerentwicklung

#### Gemeinde Hutschdorf
| Jahr      | 1818  | 1840   | 1852   | 1855   | 1861   | 1867   | 1871   | 1875   | 1880   | 1885   | 1890   | 1895   | 1900   | 1905   | 1910   | 1919   | 1925   | 1933   | 1939   | 1946   | 1950   | 1952   | 1961   | 1970   |
| Einwohner | 470   | 528    | 527    | 526    | 573    | 580    | 576    | 578    | 632    | 615    | 555    | 549    | 524    | 541    | 553    | 551    | 561    | 535    | 557    | 865    | 839    | 812    | 560    | 521    |
| Häuser    | 81    |        |        |        |        |        | 93     |        |        | 96     | 99     |        | 96     |        |        |        | 94     |        |        |        | 100    |        | 107    |        |
| Quelle    | [ 9 ] | [ 14 ] | [ 14 ] | [ 14 ] | [ 15 ] | [ 16 ] | [ 17 ] | [ 18 ] | [ 19 ] | [ 20 ] | [ 21 ] | [ 14 ] | [ 22 ] | [ 14 ] | [ 23 ] | [ 14 ] | [ 24 ] | [ 14 ] | [ 14 ] | [ 14 ] | [ 25 ] | [ 14 ] | [ 10 ] | [ 26 ] |

#### Ort Hutschdorf
| Jahr      | 001809 | 001818 | 001861 | 001871 | 001885 | 001900 | 001925 | 001950 | 001961 | 001970 | 001987 |
| Einwohner | 198    | 187    | 234    | 238    | 162    | 226    | 247    | 450    | 302    | 306    | 264    |
| Häuser    |        | 31     |        |        | 40     | 42     | 42     | 51     | 55     |        | 68     |
| Quelle    | [ 27 ] | [ 9 ]  | [ 15 ] | [ 17 ] | [ 20 ] | [ 22 ] | [ 24 ] | [ 25 ] | [ 10 ] | [ 26 ] | [ 1 ]  |

## Religion
Der Ort ist Sitz der Pfarrei St. Johannes der Täufer und seit der Reformation evangelisch-lutherisch geprägt.